# Gibbsova volná energie
Volná entalpie, jinak řečeno Gibbsova volná energie či jen Gibbsova energie nebo Gibbsova funkce, je jedním z termodynamických potenciálů, tedy extenzivní stavová termodynamická veličina s rozměrem energie. Gibbsova energie je stavová funkce, která je zpravidla značená písmenem G, která popisuje chemické děje za podmínek konstantního tlaku, konstantní teploty a konstantních látkových množství, kdy entropie jako kritérium samovolnosti děje nevyhovuje. Samotná rovnice vyjadřující Gibbsovu energii byla postulována v roce 1875, kdy J. W. Gibbs odvodil novou funkci G.
Přirozenými proměnnými jsou pro Gibbsovu energii termodynamická teplota, tlak a látkové množství.
Vzhledem k tomu, že je vhodná pro posuzování termodynamické rovnováhy soustav při konstantním tlaku a teplotě, je často využívaná pro charakteristiku přirozeného směru chemických reakcí - které zpravidla probíhají při atmosférickém tlaku a teplotě prostředí.

## Jednotky a značení
Jak název napovídá, je volná entalpie čili Gibbsova energie fyzikální veličinou stejného charakteru a rozměru jako energie.
Jednotka v soustavě SI: 1 joule, značka 1 J
Doporučená značka veličiny: G

## Vztahy
Ve všech vztazích {\displaystyle T\,} je termodynamická teplota, {\displaystyle S\,} je entropie, {\displaystyle p\,} je tlak, {\displaystyle V\,} je objem, {\displaystyle \mu _{i}\,} je chemický potenciál a {\displaystyle n_{i}\,} látkové množství i-té složky, {\displaystyle H\,} je entalpie, {\displaystyle U\,} je vnitřní energie.
Gibbsovu energii lze vyjádřit z entalpie vztahem:
{\displaystyle G=H-TS\,}
Z vnitřní energie lze Gibbsovu energii vyjádřit vztahem:
{\displaystyle G=U-TS+pV\,}
Diferenciál Gibbsovy energie lze v přirozených proměnných vyjádřit vztahem:
{\displaystyle \mathrm {d} G=-S\mathrm {d} T+V\mathrm {d} p+\sum _{i}\mu _{i}\mathrm {d} n_{i}\,}
jehož výsledkem je, že úbytek Gibbsovy energie ΔG systému za konstantního tlaku a teploty, je roven maximální práci, kterou může systém odevzdat do okolí.

## Kritérium stability rovnováhy
V mechanice se k charakterizování stability (mechanických) systémů v konzervativním silovém poli používá potenciální energie {\displaystyle E_{\mathrm {p} }\,} nebo obdobná veličina potenciál. Stabilní rovnovážný systém je charakterizován minimem potenciální energie, žádná infinitezimální variace proměnných parametrů systému nemůže vést k jejímu poklesu. To lze zapsat vztahem
{\displaystyle \delta E_{\mathrm {p} }\geqq 0\,}
U systémů s tepelnou výměnou s okolím je situace složitější. Pro systémy, u kterých je udržována konstantní teplota a tlak (běžné fyzikálně-chemické systémy při atmosférickém tlaku v termostatu nebo v přímém kontaktu s ohřívačem/chladičem) a neprobíhá látková výměna s okolím, ale koná se objemová práce, je vhodným potenciálem pro charakterizaci stabilní rovnováhy právě Gibbsova energie:
{\displaystyle \left(\delta G\right)_{T,p,n}\geqq 0\,}